# エクソシスト2
『エクソシスト2』（Exorcist II: The Heretic）は、1977年制作のアメリカ映画。1973年の『エクソシスト』の続編。内容はSF（サイエンスファンタジー）が入り混じった内容となっている。

## ストーリー
ジョージタウンの事件から4年後、フィリップ・ラモント神父は師であったランカスター・メリン神父の悪魔払いの調査をバチカンより依頼される。ラモントはリーガンの主治医ジーン・タスキン博士に許可を得て調査を行うが、博士の発明した催眠術装置によりリーガンの中に再び悪霊パズズが浸食しようとしているのを発見する。ラモントは、かつてメリン神父に悪魔払いで助けられたアフリカの少年コクモが成長し、パズズの力を凌駕するビジョンを見る。リーガンを救う方法を授かる為、ラモントはコクモに会うためにアフリカに向かう。

## キャスト
※括弧内は日本語吹き替え（初放送1981年11月9日 TBS 『月曜ロードショー』）
- リーガン・マクニール - リンダ・ブレア（滝沢久美子）
- フィリップ・ラモント神父 - リチャード・バートン（鈴木瑞穂）
- ジーン・タスキン博士 - ルイーズ・フレッチャー（此島愛子）
- ランカスター・メリン神父（英語版） - マックス・フォン・シドー（松村彦次郎）
- コクモ - ジェームズ・アール・ジョーンズ（広瀬正志）
- シャロン・スペンサー - キティ・ウィン
- エドワーズ - ネッド・ビーティ（たてかべ和也）
- リズ - ベリンダ・ビーティ（山田栄子）
- パズズ（英語版） - カレン・ナップ（クレジットなし）（沼波輝枝）